# David Bragger
David Bragger is een Amerikaans muzikant. Hij kreeg bekendheid toen hij banjo, mandoline en fiddle speelde op het tweede solo-album Cold as the Clay van Greg Graffin. Het album, uitgebracht in 2006, was een eerbetoon aan traditionele Amerikaanse muziek.
Bragger leerde Graffin kennen als producent van muziekvideo's voor diens band Bad Religion. Viool spelen leerde hij van twee generaties oude meesters: banjospeler Tom Sauber en fiddler Mel Durham.  
In 2004 werd hij gevraagd viool te spelen, op het nummer Atheist Peace, van het album The Empire Strikes First, van de band van Greg: Bad Religion.
Bragger geeft les in oude technieken op viool. In 2015 richtte hij het label Tiki Parlour Recordings op met Richard Hocutt, een van zijn studenten aan de UCLA. Het label richt zich op Amerikaanse volksmuziek uit de jaren 1920 en 1930.
Bragger is de leider van het UCLA Old-Time String Band Ensemble.